# Nichtossifizierendes Fibrom

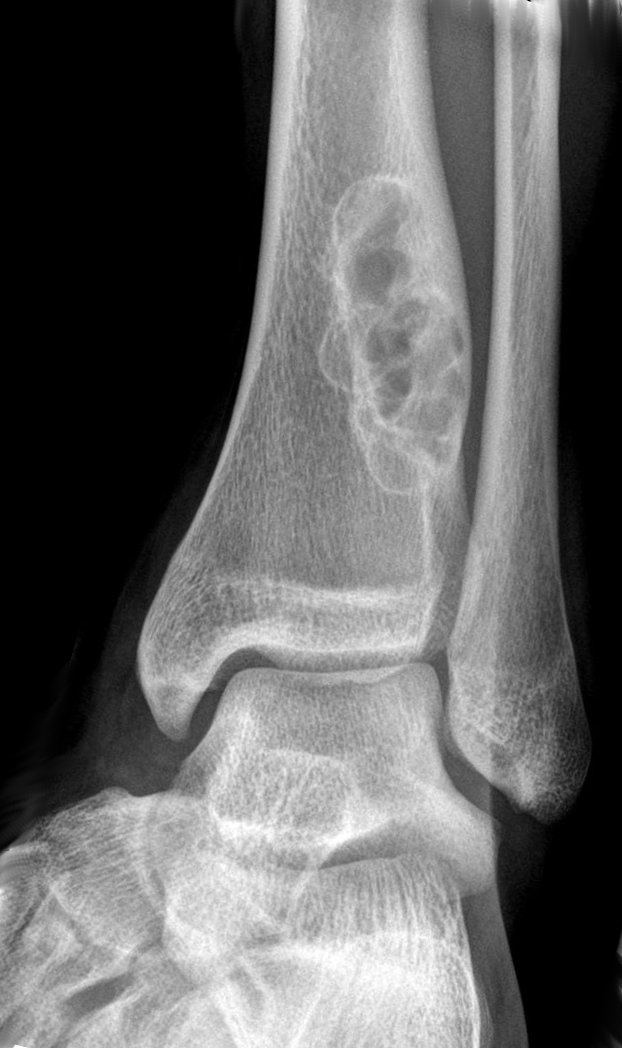
Nichtossifizierendes Fibrom des Schienbeins im Röntgenbild

Das nichtossifizierende Fibrom (Synonym fibröser Kortikalisdefekt, FKD; gutartiges histiozytäres Fibrom; fibröser metaphysärer Defekt) ist eine   bindegewebige tumorähnliche  Knochenläsion bei Kindern und Jugendlichen. Es handelt sich um eine Entwicklungsanomalie des wachsenden Knochens, nicht um eine Neoplasie.
Im Röntgenbild stellt sich das NOF meist als vielfältig runde, traubenartige scharfe Aufhellung mit girlandenartigem Randmuster dar (polyzyklisch, mit girlandenförmiger Randsklerose).
Es wird davon ausgegangen, dass die NOF Ossifikationsstörungen sind. Die Herde bestehen aus kollagenreichem Bindegewebe, Fibroblasten, Histiozyten und Osteoklasten. Sie finden sich vor allem in Metaphysen langer Röhrenknochen, insbesondere der Beine.
Da klinische Symptome fehlen, ist das NOF fast immer ein Zufallsbefund. Es bedarf keiner Therapie, weil eine Spontanremission mit Ersetzung der Läsionen durch Knochengewebe zu erwarten ist.